# Florent Boshnjaku
Florent Boshnjaku, född 1970 i Gjakova, Kosovo (dåvarande Jugoslavien), är en kosovoalbansk kompositör.
Boshnjaku föddes i staden Gjakova, men utbildade sig i Kosovos huvudstad Pristina där han bor idag. Han har gjort låtar åt ett antal kosovoalbanska artister som Rona Nishliu, Teuta Kurti och Dafina Zeqiri. Hans hittills mest kända låt, nationellt och internationellt, är låten "Suus". Med låten deltog Rona Nishliu i Festivali i Këngës 50 i december 2011. Hon lyckades vinna finalen av tävlingen och fick därmed representera Albanien i Eurovision Song Contest 2012 med låten. Låten komponerades av Boshnjaku med text av Nishliu själv. Vid Eurovision slutade hon tvåa i sin semifinal och tog sig därmed till finalen där hon nådde Albaniens hittills bästa resultat då hon slutade 5:a.
Han gjorde 2006 och 2008 två bidrag åt Teuta Kurti som hon deltog i Kënga Magjike med: "Jeto me bugin" (2006) och "Nuk dua të pres" (2008). Han komponerade även låten "Zonja vdekje" som Rona Nishliu deltog i Kënga Magjike 2009 med. Hans låt "Merrë ose lejë" som Nita Latifi deltog i Top Fest med tog sig till finalen av tävlingen och vann pris för bästa alternativa rocklåt.